# Kano Pillars
El Kano Pillars Football Club es un club de fútbol de Nigeria que participa en la Liga Premier de Nigeria, la liga de fútbol más importante del país.

## Historia
Fue fundado en el año 1990 en la ciudad de Kano por la fusión de los equipos WRECA FC, Kano Golden Stars y Bank of the North FC, tres equipos aficionados del Estado de Kano.

## Palmarés

### Torneos Nacionales (6)
- Liga Premier de Nigeria (4): 2007/08, 2011/12, 2012/2013, 2013/14
- Copa de Nigeria (2): 1953, 2019
- Segunda División de Nigeria (1): 1995

## Participación en competiciones de la CAF
| Temporada | Torneo                       | Ronda          | Club                   | Casa | Visita | Global    |
| --------- | ---------------------------- | -------------- | ---------------------- | ---- | ------ | --------- |
| 2009      | Liga de Campeones de la CAF  | Preliminar     | Elect-Sport FC         | 2-0  | 0-0    | 2-0       |
| 2009      | Liga de Campeones de la CAF  | 1              | Douanes                | 0-0  | 1-1    | 1-1 (a)   |
| 2009      | Liga de Campeones de la CAF  | 2              | Al-Ahly                | 1-1  | 2-2    | 3-3 (a)   |
| 2009      | Liga de Campeones de la CAF  | Fase de grupos | Al-Hilal Omdurmán      | 2-1  | 0-2    | 2.º Lugar |
| 2009      | Liga de Campeones de la CAF  | Fase de grupos | ZESCO United FC        | 3-2  | 1-1    | 2.º Lugar |
| 2009      | Liga de Campeones de la CAF  | Fase de grupos | Al-Merreikh Omdurmán   | 3-1  | 1-1    | 2.º Lugar |
| 2009      | Liga de Campeones de la CAF  | Semifinales    | Heartland FC           | 0-1  | 0-4    | 0-5       |
| 2011      | Liga de Campeones de la CAF  | Preliminar     | Mighty Barrolle        | 1-0  | 2-1    | 3-1       |
| 2011      | Liga de Campeones de la CAF  | 1              | WAC Casablanca         | 0-0  | 0-2    | 0-2       |
| 2013      | Liga de Campeones de la CAF  | Preliminar     | Olympic Real de Bangui | 5-1  | 0-0    | 5-1       |
| 2013      | Liga de Campeones de la CAF  | 1              | AC Léopards            | 4-1  | 0-3    | 4-4 (a)   |
| 2014      | Liga de Campeones de la CAF  | Preliminar     | AS Vita Club           | 2-1  | 1-3    | 3-4       |
| 2015      | Liga de Campeones de la CAF  | Preliminar     | Al-Malakia FC          | 3-0  | 2-0    | 5-0       |
| 2015      | Liga de Campeones de la CAF  | 1              | Moghreb Tétouan        | 2-1  | 0-4    | 2-5       |
| 2019/20   | Liga de Campeones de la CAF  | Preliminar     | Asante Kotoko SC       | 3-2  | 0-2    | 3-4       |
| 2020/21   | Copa Confederación de la CAF | Preliminar     | ASC Jaraaf             | 0-0  | 1-3    | 1-3       |

## Ex Entrenadores
- Malik Jabir (2008–) (Supervisor Técnico)
- Ahmed Pele Abdu
- Ladan Bosso
- Baba Ganaru
- Kadiri Ikhana (1991), (1997–98), (2007–08)
- Ivo Sajh (2009)

## Jugadores

### Jugadores destacados
| - Obinna Ajoku - Akin Akinsehinde - Benedict Atule - Solar - Rabiu Baita - Abiodun Baruwa - Ayuba Choji - Wo-Wo - Abdulrazak Ekpoki - Arinze Ewenike - Abdul Iyodo - Sani Kaita - Bello Musa Kofarmata | - Francis Kumbur - Suraju Lukman - Yakubu Rabiu Mallam - Obi Moneke - Ahmed Musa - Emmanuel Nwachi - Sunday Oboh - Francis Okamo - Solomon Okpako - Emmanuel Omoyinmi - Abdulwasiu Showemimo - Anthony Ujah - Umar Zongo |